# Мендиве, Мануэль
Мануэль Мендиве Ойо (исп. Manuel Mendive Hoyo; род. 15 декабря 1944 года, Гавана, Куба) — афрокубинский художник, скульптор. Его называют самым важным нынеживущим кубинским художником. Творчество Мендиве испытало влияние примитивных изобразительных форм, постепенно заменивших на Кубе оригинальное творчество народности йоруба, которое пришло вместе с рабами, происходившими главным образом с территории современной Нигерии.

## Биография
Мануэль Мендиве Ойо родился в Гаване 15 декабря 1944 года. С самого детства Мендиве проявлял естественную склонность к рисованию. Он отучился 8 классов в государственной школе. В 1959—1963 годах учился в Академии Сан-Алехандро по классам живописи и ваяния. В Академии будущий художник хотя и изучал живопись, но прежде всего интересовался скульптурой.